# Mulat

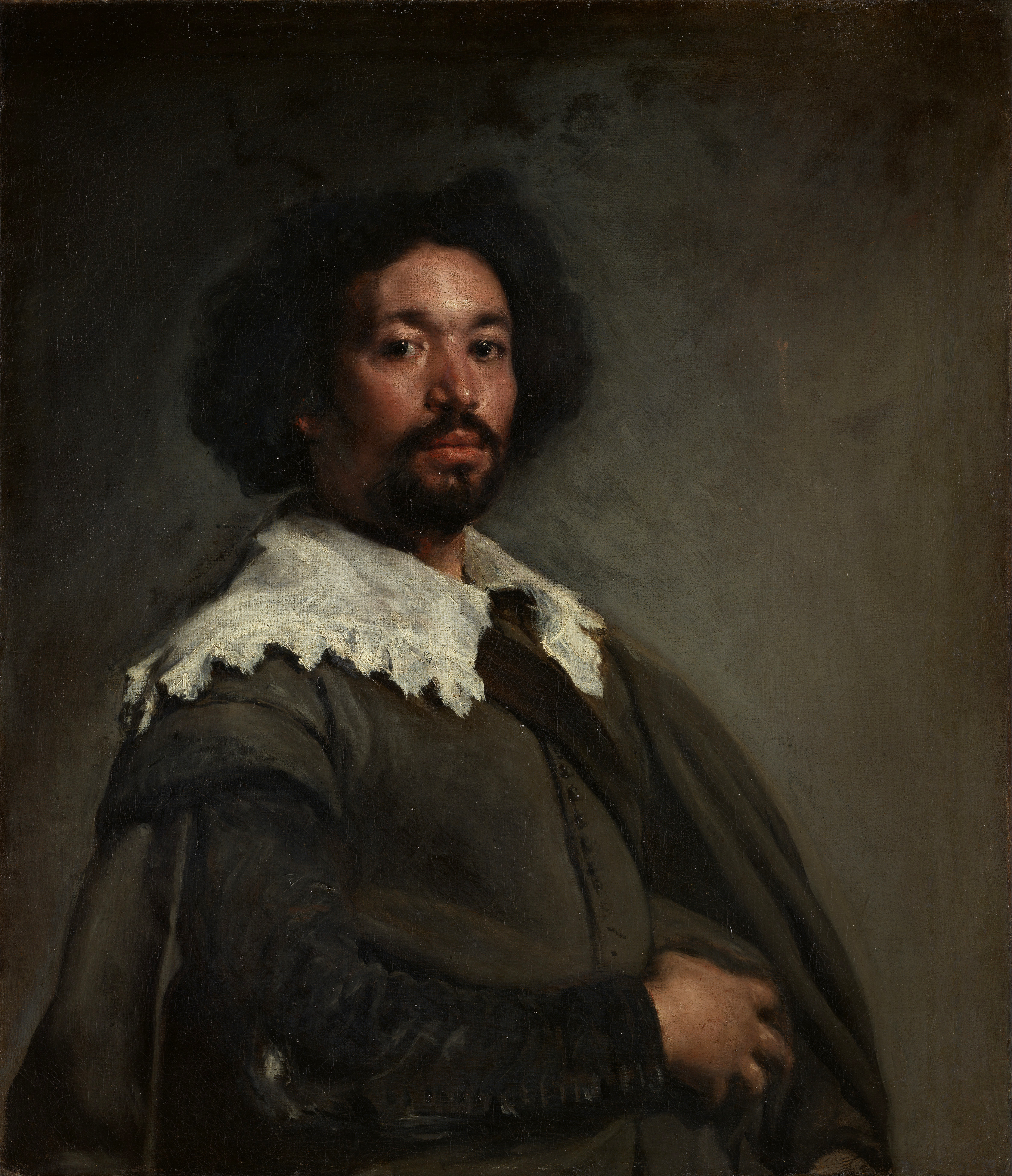
El mulat Juan de Pareja, per Diego Velázquez (1650)

En definir races en l'edat mitjana els europeus de manera arbitrària van categoritzar l'humà així: blanc, indi, negre i la mescla entre ells: mestís, mulat i zambo, per virtut de les faccions racials. En conclusió la paraula indica el producte humà de l'encreuament de la "raça blanca" amb la "raça negra".

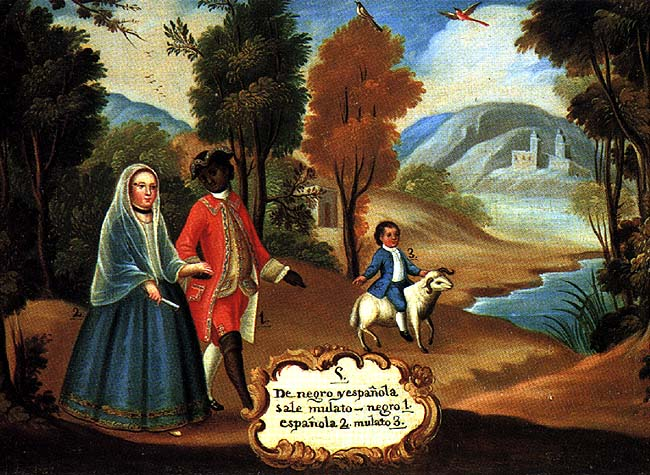
Una representació de mulat en una «Pintura de Castes» de l'era colonial. «De negre i espanyola surt mulat».

La paraula mulat fa referència a la «mula», que és el producte de l'encreuament entre un cavall/euga i un ruc/a, a causa del racisme i la posició subordinada dels esclavitzats en la seva majoria negres, s'assimilava el ruc a la persona negra i l'egua a la blanca. Una altra teoria amb menys fonament afirma que el terme té el seu origen en l'àrab, en què es feia servir la paraula muwallad per designar persones nascudes d'un progenitor àrab i un no-àrab. L'arrel és la paraula wallad, que significa parir o engendrar.
El terme antic i correcte és marró o bru (referit a les castes). Referint-se als descendents de la barreja de races o ètnies de nadius blancs europeus i negres africans. Els trets físics dels mulats varien entre si: poden tenir pell fosca o clara, o un color entre els dos. El pèl pot ser arrissat, llis o de qualsevol altra textura. La barreja de races o ètnies d'un mulat és un dels molts exemples de les relacions interracials a la humanitat. Altres similars són els mestissos i els zambo.
Actualment poblacions on és molt comú veure aquest origen mixt estan en les zones africanes del límit nord del Sàhara, Estats Units, la majoria dels països llatinoamericans, com Puerto Rico, Hondures, Cuba, República Dominicana, Brasil, Veneçuela i Panamà. A Àsia hi ha també destacades minories de persones mulates.
No obstant això, es tracta d'un terme antiquat que implica que hi hauria persones purament blanques o purament negres i mulat és el resultat de la barreja de tots dos. Els genetistes i historiadors moderns no accepten el concepte de raça i neguen que hi hagi les anomenades races pures, sent la totalitat de la població mundial el producte de diverses mescles.